# Argyrophorodes
Argyrophorodes é um gênero de mariposa pertencente à família Crambidae.